# تصفيات بطولة آسيا للناشئين تحت 16 عاما 2018
كانت تصفيات بطولة آسيا للناشئين تحت 16 عاما 2018 هي بطولة دولية للرجال تحت سن 16 عامًا والتي قررت الفرق المشاركة في بطولة آسيا للناشئين تحت 16 عاما 2018. ما مجموعه 16 فريقًا مؤهلين للعب في البطولة النهائية، بما في ذلك ماليزيا التي تأهلت تلقائيًا كمضيف.

## القرعة
من 47 اتحادا عضوا في الاتحاد الآسيوي، شارك ما مجموعه 45 فريقا في المسابقة. دخل المنتخب المضيف للبطولة النهائية، ماليزيا ، أيضًا في التصفيات على الرغم من تأهله تلقائيًا للبطولة النهائية (لم يتم تأكيده كمضيف في وقت السحب على التصفيات).
تم إجراء السحب في 21 أبريل 2017، الساعة 15:00 بالتوقيت الماليزي (التوقيت العالمي المنسق+8) ، في مقر الاتحاد الآسيوي لكرة القدم في كوالالمبور، ماليزيا. تم تجميع الفرق الـ45 في عشر مجموعات: خمس مجموعات من خمسة فرق وخمس مجموعات من أربعة فرق. بالنسبة للسحب، تم تقسيم الفرق إلى منطقتين:
- الغرب: سيتم اختيار 23 فريقًا من غرب آسيا ووسط آسيا وجنوب آسيا، في خمس مجموعات: ثلاث مجموعات من خمسة فرق ومجموعتين من أربعة فرق (المجموعات من A إلى E).
- الشرق: سيتم ضم 22 فريقًا من رابطة أمم جنوب شرق آسيا وشرق آسيا إلى خمس مجموعات: مجموعتان من خمسة فرق وثلاث مجموعات من أربعة فرق (مجموعات J – F).

تم تصنيف الفرق في كل منطقة وفقًا لأدائها في البطولة والتأهل النهائي لبطولة آسيا تحت 16 عام 2016 AFC (الترتيب الكلي مبين بين قوسين ؛ NR تعني الفرق غير المصنفة). تم تطبيق القيود التالية أيضًا:
الفرق السبعة التي أشارت إلى نيتها للعمل كمضيفين للمجموعة المؤهلة قبل السحب تم جمعها في مجموعات منفصلة.
|                 | الوعاء 1                                                                                        | الوعاء 2                                                                                 | الوعاء 3 | الوعاء 4                                                                                | الوعاء 5                                        |
| --------------- | ----------------------------------------------------------------------------------------------- | ---------------------------------------------------------------------------------------- | --- | --------------------------------------------------------------------------------------- | ----------------------------------------------- |
| المنطقة الغربية | 1. العراق (1) 2. إيران (2) (H) 3. عمان (5) 4. الإمارات العربية المتحدة (6) (W) 5. أوزبكستان (7) | 1. قرغيزستان (10) 2. السعودية (11) (H) 3. اليمن (12) 4. الهند (13) 5. طاجيكستان (17) (H) | 1. سوريا (21) 2. الأردن (22) 3. أفغانستان (23) 4. قطر (25) (H) 5. فلسطين (28)                               | 1. بنغلاديش (30) 2. البحرين (31) 3. لبنان (33) 4. نيبال (34) (H) 5. تركمانستان (36) (W) | 1. المالديف (37) 2. بوتان (NR) 3. سريلانكا (NR) |
| المنطقة الشرقية | 1. كوريا الشمالية (3) 2. اليابان (4) 3. فيتنام (8) 4. كوريا الجنوبية (9) 5. تايلاند (14) (H)    | 1. ماليزيا (15) (Q) 2. أستراليا (16) 3. الصين (18) 4. هونغ كونغ (19) 5. لاوس (20)        | 1. تيمور الشرقية (24) 2. ميانمار (26) (H)* 3. تايبيه الصينية (27) (H)* 4. سنغافورة (29) 5. منغوليا (32) (H) | 1. كمبوديا (35) 2. الفلبين (38) 3. ماكاو (39) 4. غوام (40) 5. جزر ماريانا الشمالية (41) | 1. بروناي (NR) 2. إندونيسيا (NR)                |

- فرق مكتوبة بخط غامق تأهل للبطولة النهائية.
- مضيفي مجموعة التأهل (* تم اختيار تايبيه الصينية وميانمار كمضيفين للمجموعة بعد السحب، واسيضافت المجموعة المتبقية في مكان محايد)
- مضيفي البطولة النهائية، المؤهلين تلقائيا بغض النظر عن نتائج التأهل
- انسحب بعد القرعة

| المنطقة الغربية | - الكويت (تم تعليقه) - باكستان |
| المنطقة الشرقية | لا أحد                         |

## أهلية اللاعبين
اللاعبين المولودين في أو بعد 1 يناير 2002 مؤهلون للمنافسة في البطولة.

## الشكل
في كل مجموعة، تلعب الفرق بعضها البعض مرة واحدة في مكان مركزي. يتأهل الفائزون العشرة من المجموعة وأفضل خمسة من أصحاب المركز الثاني للبطولة النهائية. إذا فازت ماليزيا مضيف البطولة النهائية بمجموعتها أو كانت من بين أفضل خمسة وصيفين، فإن سادس أفضل وصيف يؤهل أيضا للبطولة النهائية.

### كسر التعادل
يتم ترتيب الفرق وفقا للنقاط (3 نقاط للفوز، 1 نقطة للتعادل، 0 نقطة للخسارة)، وإذا تعادلت بالنقاط، يتم تطبيق معايير كسر التعادل التالية ، بالترتيب المعطى ، لتحديد التصنيف (المادة 9.3 من اللوائح):
1. نقاط في مباريات وجها لوجه بين الفرق المتعادلة؛
2. فارق الأهداف في مباريات وجها لوجه بين الفرق المتعادلة؛
3. الأهداف المسجلة في مباريات وجها لوجه بين الفرق المتعادلة؛
4. إذا تعادل أكثر من فريقين، وبعد تطبيق جميع معايير التنافس المباشر أعلاه، لا تزال مجموعة فرعية من الفرق متعادلة، يتم إعادة تطبيق جميع معايير التنافس المباشر أعلاه حصريًا على هذه المجموعة الفرعية من الفرق؛
5. فارق الأهداف في جميع مباريات المجموعة؛
6. الأهداف المسجلة في جميع مباريات المجموعة؛
7. ضربات الجزاء إذا تعادل فريقين فقط واجتمعوا في الجولة الأخيرة من المجموعة؛
8. نقاط الانضباط (البطاقة الصفراء = 1 نقطة، البطاقة الحمراء نتيجة اثنين من البطاقات الصفراء = 3 نقاط، بطاقة حمراء مباشرة = 3 نقاط، بطاقة صفراء تليها بطاقة حمراء مباشرة = 4 نقاط)؛
9. سحب القرعة.

## المجموعات
وقد جرت المباريات في الفترة ما بين 16 و29 سبتمبر 2017.

### المجموعة الأولى
- وقد عقدت جميع المباريات في المملكة العربية السعودية.
- الأوقات المدرجة هي التوقيت العالمي المنسق+3.

| م | الفريق       | لعب | ف | ت | خ | أ.له | أ.ع | أ.ف | نقاط | التأهل           |
| - | ------------ | --- | - | - | - | ---- | --- | --- | ---- | ---------------- |
| 1 | الأردن       | 4   | 3 | 1 | 0 | 12   | 3   | +9  | 10   | البطولة النهائية |
| 2 | السعودية (H) | 4   | 3 | 0 | 1 | 15   | 2   | +13 | 9    |                  |
| 3 | أوزبكستان    | 4   | 2 | 1 | 1 | 7    | 1   | +6  | 7    |                  |
| 4 | البحرين      | 4   | 1 | 0 | 3 | 8    | 7   | +1  | 3    |                  |
| 5 | سريلانكا     | 4   | 0 | 0 | 4 | 0    | 29  | −29 | 0    |                  |

| سريلانكا | 0–6   | البحرين                                                         |
| -------- | ----- | --------------------------------------------------------------- |
|          | تقرير | - العصفور 1'، 66' - علوي 36'، 40' - محمد 56' (ركل.)، 85' (ركل.) |

| الأردن                     | 2–1   | السعودية    |
| -------------------------- | ----- | ----------- |
| - بني هاني 35' - سمرين 38' | تقرير | - العلي 74' |

| البحرين | 0–1   | أوزبكستان    |
| ------- | ----- | ------------ |
|         | تقرير | - قاسموف 89' |

| سريلانكا | 0–7   | الأردن                                                                 |
| -------- | ----- | ---------------------------------------------------------------------- |
|          | تقرير | - سمرين 18'، 44' - جاموس 53' - الروزي 54'، 71' - خليل 60' - الزغول 80' |

| أوزبكستان                                                                      | 6–0   | سريلانكا |
| ------------------------------------------------------------------------------ | ----- | -------- |
| - جلال الدينوف 4' (ركل.)، 6' - ماماسيديكوف 50'، 90' - سابيروف 70' - روزييف 79' | تقرير |          |

| السعودية                                    | 3–0   | البحرين |
| ------------------------------------------- | ----- | ------- |
| - المشهري 33' - العلي 36' (ركل.) - كعبي 51' | تقرير |         |

| الأردن | 0–0   | أوزبكستان |
| ------ | ----- | --------- |
|        | تقرير |           |

| السعودية | 10–0  | سريلانكا |
| --- | ----- | -------- |
| - قرادي 20'، 64' - العلي 23'، 45+2' - المشهري 27' - العرفج 34' - تانوجان 35' (ه.ذ.) - حسن 47' - البيشي 55' - وحيشي 73' | تقرير |          |

| البحرين         | 2–3   | الأردن                         |
| --------------- | ----- | ------------------------------ |
| - علوي 18'، 70' | تقرير | - بني هاني 8' - سمرين 36'، 39' |

| أوزبكستان | 0–1   | السعودية    |
| --------- | ----- | ----------- |
|           | تقرير | - العلي 79' |

### المجموعة الثانية
- وقد عقدت جميع المباريات في طاجيكستان.
- الأوقات المدرجة هي التوقيت العالمي المنسق+5.

| م | الفريق        | لعب | ف | ت | خ | أ.له | أ.ع | أ.ف | نقاط | التأهل           |
| - | ------------- | --- | - | - | - | ---- | --- | --- | ---- | ---------------- |
| 1 | طاجيكستان (H) | 3   | 3 | 0 | 0 | 17   | 0   | +17 | 9    | البطولة النهائية |
| 2 | عمان          | 3   | 2 | 0 | 1 | 14   | 1   | +13 | 6    | البطولة النهائية |
| 3 | سوريا         | 3   | 1 | 0 | 2 | 6    | 8   | −2  | 3    |                  |
| 4 | المالديف      | 3   | 0 | 0 | 3 | 0    | 28  | −28 | 0    |                  |
| 5 | تركمانستان    | 0   | 0 | 0 | 0 | 0    | 0   | 0   | 0    | انسحب            |

| عمان                                                                                              | 8–0   | المالديف |
| ------------------------------------------------------------------------------------------------- | ----- | -------- |
| - ع. الناعبي 8' - السنيدي 25'، 61' - الراسبي 43' - السلطي 45' - ن. الناعبي 64'، 72' - المعشري 88' | تقرير |          |

| طاجيكستان                   | 2–0   | سوريا |
| --------------------------- | ----- | ----- |
| - إمام علي 69' - زايروف 76' | تقرير |       |

| سوريا | 0–6   | عمان                                                                               |
| ----- | ----- | ---------------------------------------------------------------------------------- |
|       | تقرير | - البلوشي 66' - السلطي 67' - المعشري 71' - الراسبي 75' - الحدابي 80' - الجرادي 82' |

| المالديف | 0–14  | طاجيكستان |
| -------- | ----- | --- |
|          | تقرير | - سانغوف 24' - رحمتوف 29' (ركل.)، 90+4' - إمام علي 35'، 45+3'، 56' - زايروف 45+1'، 45+2' - سويروف 65' (ركل.)، 79'، 87'، 89' - إبراهيم 71' (ه.ذ.) - حسنوف 85' |

| سوريا                                                                             | 6–0   | المالديف |
| --------------------------------------------------------------------------------- | ----- | -------- |
| - نغنوغ 7' - معتوق 14' - أبو كرش 33' - الخطيب 46' - حاتم 58' - عمارة 90+4' (ركل.) | تقرير |          |

| عمان | 0–1   | طاجيكستان   |
| ---- | ----- | ----------- |
|      | تقرير | - خولوف 76' |

### المجموعة الثالثة
- وقد عقدت جميع المباريات في إيران.
- الأوقات المدرجة هي التوقيت العالمي المنسق+4:30 في 16-20 سبتمبر، التوقيت العالمي المنسق+3:30 في 22-24 سبتمبر 2017.

| م | الفريق    | لعب | ف | ت | خ | أ.له | أ.ع | أ.ف | نقاط | التأهل           |
| - | --------- | --- | - | - | - | ---- | --- | --- | ---- | ---------------- |
| 1 | إيران (H) | 4   | 4 | 0 | 0 | 15   | 1   | +14 | 12   | البطولة النهائية |
| 2 | أفغانستان | 4   | 3 | 0 | 1 | 11   | 4   | +7  | 9    | البطولة النهائية |
| 3 | قرغيزستان | 4   | 1 | 1 | 2 | 3    | 8   | −5  | 4    |                  |
| 4 | لبنان     | 4   | 1 | 0 | 3 | 3    | 8   | −5  | 3    |                  |
| 5 | بوتان     | 4   | 0 | 1 | 3 | 1    | 12  | −11 | 1    |                  |

| أفغانستان                                  | 3–1   | قرغيزستان      |
| ------------------------------------------ | ----- | -------------- |
| - ولي زاده 40' - رشيدي 74' - ميرزاده 90+4' | تقرير | - ريسبيكوف 90' |

| بوتان | 0–2   | لبنان                          |
| ----- | ----- | ------------------------------ |
|       | تقرير | - زغيب 55' - حدشيتي 60' (ركل.) |

| بوتان | 0–3   | أفغانستان                    |
| ----- | ----- | ---------------------------- |
|       | تقرير | - زاهدي 3'، 89' - أصغر 45+2' |

| لبنان | 0–3   | إيران                                |
| ----- | ----- | ------------------------------------ |
|       | تقرير | - شاهرودي 23' - عزيزي 24' - سيدي 81' |

| قرغيزستان      | 1–0   | لبنان |
| -------------- | ----- | ----- |
| - شيبوفسكي 16' | تقرير |       |

| إيران                                               | 6–0   | بوتان |
| --------------------------------------------------- | ----- | ----- |
| - باويه 12'، 42' - زاده 54'، 67'، 90+1' - رضائي 90' | تقرير |       |

| قرغيزستان      | 1–1   | بوتان       |
| -------------- | ----- | ----------- |
| - شيبوفسكي 50' | تقرير | - جيغمي 53' |

| أفغانستان            | 1–2   | إيران                  |
| -------------------- | ----- | ---------------------- |
| - نظامي 90+2' (ركل.) | تقرير | - سيدي 28' - جافري 70' |

| لبنان             | 1–4   | أفغانستان                                    |
| ----------------- | ----- | -------------------------------------------- |
| - عياش 68' (ركل.) | تقرير | - سمندري 46' - رشيدي 53'، 82' - ولي زاده 87' |

| إيران                                    | 4–0   | قرغيزستان |
| ---------------------------------------- | ----- | --------- |
| - جافري 16'، 77' - رضائي 26' - باويه 72' | تقرير |           |

### المجموعة الرابعة
- وقد عقدت جميع المباريات في نيبال.
- الأوقات المدرجة هي التوقيت العالمي المنسق+5:45.

| م | الفريق    | لعب | ف | ت | خ | أ.له | أ.ع | أ.ف | نقاط | التأهل           |
| - | --------- | --- | - | - | - | ---- | --- | --- | ---- | ---------------- |
| 1 | العراق    | 3   | 2 | 1 | 0 | 5    | 0   | +5  | 7    | البطولة النهائية |
| 2 | الهند     | 3   | 1 | 2 | 0 | 5    | 2   | +3  | 5    |                  |
| 3 | فلسطين    | 3   | 1 | 0 | 2 | 2    | 8   | −6  | 3    |                  |
| 4 | نيبال (H) | 3   | 0 | 1 | 2 | 3    | 5   | −2  | 1    |                  |

| الهند                                          | 3–0   | فلسطين |
| ---------------------------------------------- | ----- | ------ |
| - غ. مويرانغتهيم 53' - أورام 74' - ف. سينغ 82' | تقرير |        |

| العراق        | 1–0   | نيبال |
| ------------- | ----- | ----- |
| - مندلاوي 69' | تقرير |       |

| فلسطين | 0–4   | العراق                                           |
| ------ | ----- | ------------------------------------------------ |
|        | تقرير | - شنان 50' - الحلفي 67' - صبيحاوي 72' - حميد 89' |

| نيبال                | 2–2   | الهند             |
| -------------------- | ----- | ----------------- |
| - تشاودهاري 76'، 88' | تقرير | - رولبير 83'، 85' |

| العراق | 0–0   | الهند |
| ------ | ----- | ----- |
|        | تقرير |       |

| فلسطين            | 2–1   | نيبال                  |
| ----------------- | ----- | ---------------------- |
| - وريدات 28'، 75' | تقرير | - تشاودهاري 10' (ركل.) |

### المجموعة الخامسة
- وقد عقدت جميع المباريات في قطر.
- الأوقات المدرجة هي التوقيت العالمي المنسق+3.

| م | الفريق                   | لعب | ف | ت | خ | أ.له | أ.ع | أ.ف | نقاط | التأهل           |
| - | ------------------------ | --- | - | - | - | ---- | --- | --- | ---- | ---------------- |
| 1 | اليمن                    | 2   | 2 | 0 | 0 | 8    | 1   | +7  | 6    | البطولة النهائية |
| 2 | بنغلاديش (H)             | 2   | 1 | 0 | 1 | 2    | 2   | 0   | 3    |                  |
| 3 | قطر                      | 2   | 0 | 0 | 2 | 1    | 8   | −7  | 0    |                  |
| 4 | الإمارات العربية المتحدة | 0   | 0 | 0 | 0 | 0    | 0   | 0   | 0    | انسحب            |

| اليمن                                                                      | 6–1   | قطر         |
| -------------------------------------------------------------------------- | ----- | ----------- |
| - البعداني 18'، 86' - ثابت 27' (ركل.) - سنان 67' - البليط 82' - صباح 90+3' | تقرير | - الزراع 7' |

| بنغلاديش | 0–2   | اليمن                                |
| -------- | ----- | ------------------------------------ |
|          | تقرير | - ثابت 45+4' (ركل.) - البعداني 90+3' |

| قطر | 0–2   | بنغلاديش             |
| --- | ----- | -------------------- |
|     | تقرير | - روي 70' - فهيم 81' |

### المجموعة السادسة
- وقد عقدت جميع المباريات في تايبيه الصينية.
- الأوقات المدرجة هي التوقيت العالمي المنسق+8.

### المجموعة السابعة
- وقد عقدت جميع المباريات في تايلاند.
- الأوقات المدرجة هي التوقيت العالمي المنسق+7.

### المجموعة الثامنة
- وقد عقدت جميع المباريات في ميانمار.
- الأوقات المدرجة هي التوقيت العالمي المنسق+6:30.

### المجموعة التاسعة
- وقد عقدت جميع المباريات في منغوليا.
- الأوقات المدرجة هي التوقيت العالمي المنسق+8.

### المجموعة العاشرة
- وقد عقدت جميع المباريات في إندونيسيا.
- الأوقات المدرجة هي التوقيت العالمي المنسق+7.

## الفرق المؤهلة
تأهلت الفرق الـ 16 التالية للبطولة النهائية.
يشير الخط الغامق إلى أبطال ذلك العام. ((مائل يشير إلى المضيفين لتلك السنة.

## وصلات خارجية
- بطولة آسيا للناشئين تحت 16 عاما
، the-AFC.com
- بطولة آسيا للناشئين تحت 16 عاما 2018، stats.the-AFC.com